# Johann Pflugbeil
Johann Karl Friedrich Pflugbeil (Hütten bij Königstein, 24 augustus 1882 - Stuttgart-Degerloch, 21 oktober 1951) was een Duitse officier en Generalleutnant tijdens de Tweede Wereldoorlog. Hij voerde het commando over de 221e Beveiligingsdivisie die in de achterhoede gelegen legergebied Midden (Rückwärtiges Heeresgebiet Mitte) opereerde. Deze divisie nam actief aan oorlogsmisdrijven tegen partizanen (Bandenbekämpfung) en de holocaust deel.

## Leven
Op 24 augustus 1882 werd Johann Pflugbeil in Hütten bij Königstein geboren. Zijn vader Fritz Pflugbeil was eigenaar van een stoomzagerij. De moeder van Johann Pflugbeil was Sophie Pflugbeil (geboortenaam Geißler). Pflugbeil had een broer en dat was de General der Flieger Curt Pflugbeil (1890-1955).
Op 10 maart 1904 trad Johann Pflugbeil in dienst van het Saksische leger. Hij werd bij het 15. Königlich Sächsisches Infanterie-Regiment Nr. 181 geplaatst. Pflugbeil moest naar de Kriegsschule (militaire school), en na het behalen zijn diploma werd hij op 18 augustus 1905 tot Leutnant bevorderd.

### Eerste Wereldoorlog
Tijdens de Eerste Wereldoorlog behoorde hij ook tot het 15. Königlich Sächsisches Infanterie-Regiment Nr. 181. Pflugbeil werd als compagniecommandant aan het Oostfront ingezet. In september 1914 nam hij het commando van een MG-compagnie van het 15. Königlich Sächsisches Infanterie-Regiment Nr. 181 over. Tegen het einde van de oorlog, werd hij als bataljonscommandant van het 3e bataljon en als regimentscommandant van het 15. Königlich Sächsisches Infanterie-Regiment Nr. 181 ingezet. Op 24 december 1914 werd hij tot Hauptmann bevorderd. Tijdens de Eerste Wereldoorlog werd hij met beide klasse van het IJzeren Kruis 1914 en het Gewondeninsigne 1918 in zilver voor meerdere verwondingen onderscheiden.

### Interbellum
Na de oorlog werd Pflugbeil na enige tijd opgenomen in de Grenzjäger-Brigade 2 van de Reichswehr. Aanvankelijk kwam hij bij de staf van het Reichswehr 38e Infanterie-regiment. In het voorjaar van 1920 zat hij als wapenofficier in het 200.000 man sterke overgangsleger, en was bij het Wehrkreiskommando IV (militaire district 6) in Dresden geplaatst. Bij de opbouw van de Reichswehr, werd Pflugbeil als stafofficier bij staf van de 4e Divisie voor infanteriebewapening en uitrusting in Dresden geplaatsts. In de herfst van 1921 werd hij als stafofficier zodanig ingezet. Ook in het voorjaar van 1924 behoorde hij nog steeds tot de staf van de 4e Divisie. Op 1 oktober 1924 werd Pflugbeil tot chef van de 12e (MG) compagnie van het 10. (Sächs.) Infanterie-Regiment in Dresden benoemd. Hij bekleedde deze functie voor twee jaar. Op 1 december 1926 werd hij weer naar de 4e Divisie in Dresden overgeplaatst. Op 1 februari 1927 werd hij tot Major bevorderd. Op 1 november 1928 werd Pflugbeil tot commandant van het 1e bataljon van het 11. (Sächs.) Infanterie-Regiment in Freiberg benoemd. Als gevolg van zijn benoeming tot commandant, werd hij op 1 april 1931 tot Oberstleutnant bevorderd. Als regimentscommandant werd hij getraind in de regimentsstaf van het 11. (Sächs.) Infanterie-Regiment, en naar Leipzig verplaatst. Op 1 oktober 1933 werd hij tot Oberst bevorderd. Vanaf 1 maart 1934 was Pflugbeil commandant van het 10. (Sächs.) Infanterie-Regiment in Dresden. Gedurende de uitbreiding van de Reichswehr naar de Wehrmacht, werd hij op 1 oktober 1934 door de herbenoeming van zijn regiment, werd hij tot commandant van het infanterieregiment Dresden benoemd. Op 15 oktober 1935 werd hij tot commandant van het 10e Infanterieregiment benoemd. Door zijn benoeming als commandant van het 10e Infanterieregiment, werd hij op 1 oktober 1936 tot Generalmajor bevorderd. Het commando over de 10e Infanterieregiment droeg hij op 12 oktober 1937 weer over. Hierna werd hij tot commandant van de landweer Breslau benoemd. Als commandant landweer Breslau, werd hem het Charakter van een Generalleutnant verleend. In 1938 ging hij na 34 dienstjaren met pensioen.

### Tweede Wereldoorlog
In 1939 werd hij echter opnieuw geactiveerd voor actieve militaire dienst. In de zomer van 1939 bij de mobilisatie voor de Tweede Wereldoorlog, werd Pflugbeil belast met het opstellen van de 221e Infanteriedivisie. Hierna werd hij tot commandant van de 221e Infanteriedivisie benoemd. Hij werd vervolgens samen met de divisie in de Poolse Veldtocht ingezet. Na de Poolse Veldtocht, bleef de divisie als bezettingsmacht achter in Polen. In functie als commandant van de 221e Infanteriedivisie, werd hij op 1 oktober 1939 tot Generalleutnant bevorderd. Ondanks de bekende tekortkomingen van de 221e Infanteriedivisie, verzette Pflugbeil zich er niet tegen dat de eenheid in een verliesrijke partizanenoorlog ingezet werd. Vanwege zijn leeftijd werd hij niet langer vertrouwd om een gevechtseenheid te leiden, zodat hij tot het einde van de oorlog noch werd bevorderd noch een hoogstaand commando kreeg. In het voorjaar van 1940 werd de divisie voor de Slag om Frankrijk naar het Westen verplaatst. In augustus 1940 ging zijn divisie met verlof. Vanaf september 1942 tot het einde van de oorlog was Pflugbeil commandant van de 388. Feldausbildungs-Division. Hij was inmiddels met het Herhalingsgesp bij IJzeren Kruis 1939 in beide klassen onderscheiden. In midden maart 1942 werd Pflugbeil tot commandant van de 221e Beveiligingsdivisie benoemd. Met deze divisie werd hij aan het begin van de zomer tijdens Operatie Barbarossa in een aanval op centraal Rusland ingezet. Waarbij zijn divisie hun zwaartepunt achter het front lag. Eind juni 1941 slaagde ze er echter in de stad Bialystok in te nemen. Daarbij vloog de Joodse synagoge ook in brand. Op 11 april 1942 werd hij met het Duitse Kruis in goud onderscheiden. Op 5 juli 1942 gaf hij het commando over de 221e Beveiligingsdivisie aan de Generalmajor Hubert Lendl over. Daarop volgend werd hij in de Führerreserve geplaatst. Op 10 september 1942 werd hij tot commandant van de nieuwe 388. Feldausbildungs-Division benoemd. Met divisie werd hij in de noordelijke sector van het front ingezet. Midden mei 1944 werd door hernoeming van zijn divisie, tot commandant van de Feldausbildungs-Division Nord benoemd. Voor zijn daden in de gelijktijdige functie als gevechtscommandant van Mitau in Letland, werd hij op 12 augustus 1944 met het Ridderkruis van het IJzeren Kruis onderscheiden. Door de nieuwe hernoeming van zijn divisie, werd hij begin februari 1945 benoemd tot commandant van de Feldausbildungs-Division Kurland benoemd. Medio februari 1945 werd hij door de hernoeming van zijn divisie tot commandant van de Infanteriedivisie Koerland benoemd. Kort voor het einde van de oorlog keerde hij naar Duitsland terug.
Oorlogsmisdrijven
Pflugbeil wordt ook in verband met de oorlogsmisdrijven in Białystok op 27 juni 1941 gebracht. De 221e Infanteriedivisie stond toen onder zijn commando, en was in dat gebied ingezet. Hij gaf het bevel voor de behandeling van de burgerbevolking, dit bevel was de basis voor de gruwelijkheden. Hij beklaagde zich over de incidenten, maar liet het politieregiment zijn gang gaan. Naar verluidt, smeekten sommige Joden uit doodsangst voor hun leven, een politieagent urineerde op een Jood voor de ogen van Pflugbeil, die hierop zich omdraaide en vertrok! Aansluitend probeerde hij de excessen in het oorlogsdagboek te verdoezelen, waarbij hij zijn "volledige waardering" voor de eenheden bevestigde, en zelfs medailles voor oorlogsmisdaden verleende. Zo liet hij ook vastleggen, dat de synagoge in Bialystok in brand vloog, niet omdat hij in brand gestoken was, maar omdat hij in brand geschoten werd, terwijl het hun eigen schoten waren!. In 1968 tijdens het proces van Białystok werd hij postuum in het vonnis genoemd.

## Na de oorlog
Er is niks bekend over het verdere verloop van zijn leven na de oorlog. Op 21 oktober 1951 stierf Johann Pflugbeil in Stuttgart-Degerloch.

## Militaire carrière
- Generalleutnant: 1 oktober 1939[2]
- Charakter als Generalleutnant: 1 juni 1938[2]
- Generalmajor: 1 oktober 1936[2]
- Oberst: 1 oktober 1933[2]
- Oberstleutnant: 1 april 1931[2]
- Major: 1 februari 1927
- Hauptmann: 24 december 1914
- Oberleutnant:
- Leutnant: 18 augustus 1905 (bevorderingsakte Patent vanaf 26 april 1904)[2]
- Fahnenjunker-Unteroffizier:
- Fahnenjunker: 10 maart 1904[2]

## Onderscheidingen
- Ridderkruis van het IJzeren Kruis op 12 augustus 1944 als Generalleutnant en Commandant van Mitau (Letland)[2][9][20][21]
- Duitse Kruis in goud op 11 april 1942 als Generalleutnant en Commandant van de 221e Beveiligingsdivisie[2][9][21]
- Commandeur der Tweede Klasse in de Militaire Orde van Sint-Hendrik[2] op 31 augustus 1916[9]
- Herhalingsgesp bij IJzeren Kruis 1939, 1e Klasse[2][21] (19 september 1939)[9] en 2e Klasse[2][21] (4 oktober 1939)[9]
- IJzeren Kruis 1914, 1e Klasse[2][21] en 2e Klasse[2][21]
- Ridder der Eerste Klasse in de Albrechtsorde met Zwaarden[2] op 16 juni 1917[9]
- Ridder der Tweede Klasse in de Albrechtsorde met Zwaarden op 22 november 1914[9]
- Ridder der Eerste Klasse in de Orde van Verdienste met Zwaarden[2] op 28 november 1917[9]
- Gewondeninsigne 1918 in zilver[2][9]
- Mouwband Kurland[9][21] in 1945[2]
- Medaille Winterschlacht im Osten 1941/42 in 1942[2]
- Erekruis voor Frontstrijders in de Wereldoorlog[21] in 1934[2]
- Dienstonderscheiding van Leger en Marine (25 dienstjaren)[2]